# Кенбідаїцький сільський округ
Кенбідаї́цький сільський округ (каз. Кеңбидайық ауылдық округі, рос. Кенбидаикский сельский округ) — адміністративна одиниця у складі Коргалжинського району Акмолинської області Казахстану. Адміністративний центр — село Кенбідаїк.
Населення — 347 осіб (2021; 533 у 2009, 1242 у 1999, 2355 у 1989).
Станом на 1989 рік існувала Кенбідаїцька сільська рада (села Єкпенди, Зурман, Каракога, Кенбідаїк). Села Зорман та Каракога ліквідовано 2001 року. 

## Склад
До складу округу входять такі населені пункти:
| Населений пункт | Населення, осіб (1989) | Населення, осіб (1999) | Населення, осіб (2009) | Населення, осіб (2021) |
| --------------- | ---------------------- | ---------------------- | ---------------------- | ---------------------- |
| Єкпінді, село   | 174                    | 118                    | 54                     | 23                     |
| Зорман, село    | 81                     | 15                     | -                      | -                      |
| Каракога, село  | 61                     | 0                      | -                      | -                      |
| Кенбідаїк, село | 2039                   | 1109                   | 479                    | 324                    |